# Війна за свій рахунок
«Війна за свій рахунок» — короткометражний документальний фільм Леоніда Кантера та Івана Яснія про Національну гвардію України. Фільм — історія творення нової української армії.

## Про фільм
У серпні 2014 року режисер Леонід Кантер пішов добровольцем у 2-й батальйон Національної гвардії України. Його друг режисер Іван Ясній умовив взяти із собою камеру та знімати фільм, що згодом назвали «Війна за свій рахунок».
Події стрічки відбуваються на передовій та в таборі підготовки Національної гвардії.
Назва фільму з'явилася тоді, коли з'ясувалося, що держава не надає добровольцям, що йдуть до Національної гвардії, нічого, окрім парадної форми та автомата Калашнікова. Все екіпірування перед виїздом на передову солдатам доводилося купувати за власний рахунок.

## Знімальна група
- Режисери та оператори — Леонід Кантер, Іван Ясній(інші мови)
- Звук — Артем Мостовий
- Композитор — Едуард «Діля» Приступа
- Графіка — Сергій Фомичов
- Переклад англійською — Олександра Кондратенко